# Eidgenössischer Dank-, Buss- und Bettag

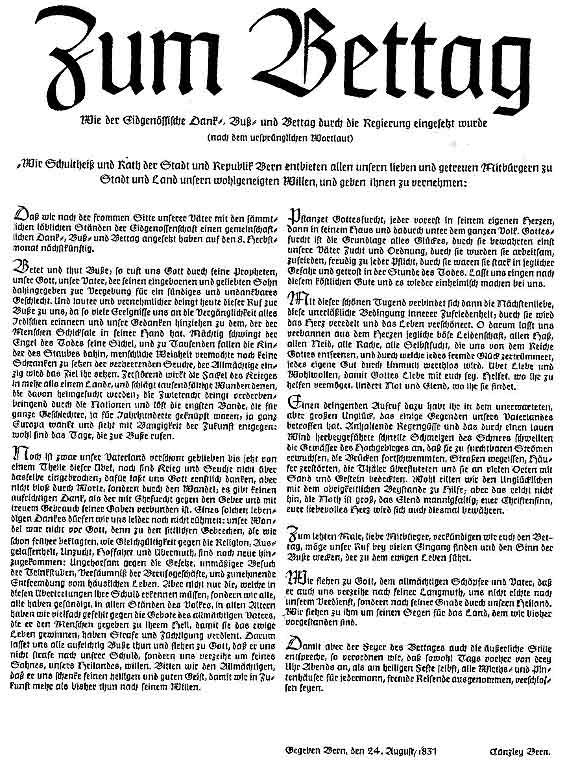
Bettagsmandat der Berner Behörde von 1832

Der Eidgenössische Dank-, Buss- und Bettag (kurz Bettag; französisch Jeûne fédéral, italienisch Digiuno federale, romanisch Rogaziun federala) ist in der Schweiz ein staatlich angeordneter überkonfessioneller Feiertag, der von allen christlichen Kirchen und der Israelitischen Kultusgemeinde gefeiert wird.

## Termin
Der Eidgenössische Dank-, Buss- und Bettag wird fast in der ganzen Schweiz jeweils am dritten Sonntag im September begangen, lediglich der Kanton Genf begeht stattdessen den Genfer Bettag als arbeitsfreien Feiertag am Donnerstag nach dem ersten Sonntag im September.

## Recht
Der Bettag ist in der ganzen Schweiz ein öffentlicher Ruhetag. In den Kantonen Waadt und Neuenburg sowie in einem Teil des Berner Juras ist zudem der auf den Bettagssonntag folgende Montag arbeitsfrei; gesetzlich anerkannt als arbeitsfreier Tag ist er jedoch nur im Kanton Waadt.
In vielen Kantonen ist der Bettag als hoher Feiertag (entsprechend Karfreitag, Ostersonntag, Pfingstsonntag und Weihnachtstag) eingestuft, beispielsweise in Zürich, Bern oder Luzern, was sich in umfassenderen Schutzmassnahmen zur Einhaltung der Feiertagsruhe auswirkt. Andere Kantone wie Basel-Stadt oder Solothurn haben ihn in jüngerer und jüngster Zeit auf einen gewöhnlichen Ruhetag entsprechend dem Sonntag zurückgestuft.
Bis 2000 waren zum Beispiel im Kanton Zürich Schiessübungen, Sport- und Tanzveranstaltungen jeder Art untersagt; Ausstellungen, Museen und Kinos blieben geschlossen. Heute sind Veranstaltungen in geschlossenen Räumen gestattet, nichtkommerzielle Ausstellungen und Museen geöffnet – Schiessübungen und öffentliche Versammlungen nicht-religiöser Natur sind jedoch weiterhin nicht erlaubt.

## Feier
In der reformierten Kirche ist der Bettag seit der französischen Revolution mit einer Abendmahlsfeier verbunden.

## Geschichte und Bedeutung
Buss- und Bettage hatten in der Schweiz seit dem Spätmittelalter Tradition und wurden auch von Eidgenössischen Tagsatzungen angeordnet. Oft wurden in Notzeiten wöchentliche oder monatliche Fasttage von den Behörden vorgeschrieben. Beispiele dafür sind:
- 1572 wurde in Zürich nach der französischen Bartholomäusnacht für die verfolgten Hugenotten gebetet.
- 1639, nach mehreren Seuchenepidemien während des Dreissigjährigen Krieges, wurde in St. Gallen erstmals ein Buss- und Bettag durchgeführt.
- 1651 wegen des Erdbebens von 1650 in Zürich.
- 1619 fand ein erster gemeinsamer Dank- und Bettag der reformierten Kantone nach der Synode von Dordrecht statt, um für die Einheit der Reformierten zu danken.
- Ab 1639, nach der Ermordung von Jörg Jenatsch, wurde der Bettag jährlich aus Dankbarkeit wiederholt, weil die Schweiz vom Dreissigjährigen Krieg verschont geblieben war. Schon bald bürgerte sich ein Datum im September ein.[6]
- 1643 führten auch die katholischen Kantone einen gemeinsamen Bettag ein, dessen Datum jedoch nicht mit dem der reformierten Kantone übereinstimmte.

Während der Aufklärung trat die Bedeutung dieser Bettage zurück.
Am 17. September 1797 wurde unter dem Eindruck der Französischen Revolution erstmals ein gemeinsamer Bettag der katholischen und reformierten Kantone abgehalten, im nächsten Jahr gab die Zentralregierung der Helvetischen Republik ein Bettagsmandat für das ganze Land heraus. 1832 beschloss die Tagsatzung, dass der Bettag am dritten Sonntag im September gefeiert werden soll. Graubünden hielt sich bis 1848 nicht daran und beging ihn am 2. Donnerstag im November; Genf begeht ihn bis heute am Donnerstag, der auf den ersten Septembersonntag folgt.
Seine besondere Bedeutung erhielt der gemeinsame Feiertag mit der Gründung des schweizerischen Bundesstaates im Jahre 1848, dem ein liberal-konservativer bzw. teilweise reformiert-katholischer Bürgerkrieg (Sonderbundskrieg) vorangegangen war. Der Eidgenössische Dank-, Buss- und Bettag sollte damit ein Tag sein, der in der politisch und konfessionell stark fragmentierten Schweiz von den Angehörigen aller Parteiungen und Konfessionen gefeiert werden konnte und kann. Er ist damit nicht allein konfessionell begründet, sondern vor allem auch staatspolitisch basiert: Es sollte der Respekt vor dem politisch und konfessionell Andersdenkenden gefördert werden. Zum Bettag wurde von den staatlichen Behörden jeweils ein sogenanntes Bettagsmandat herausgegeben, in dem die Behörden den Bettag anordneten und aktuell begründeten. Diese Bettagsmandate wurden im Kanton Zürich seinerzeit von Staatsschreiber Gottfried Keller verfasst. Seit dem Ende des 19. Jahrhunderts wurden die Bettagsmandate nach und nach durch Texte der Kirchen ersetzt, aber es gibt auch heute noch offizielle behördliche Texte zum Bettag.
Seit dem Zweiten Vatikanischen Konzil wird der Bettag als ökumenisches Fest gefeiert, wobei sich besonders die Arbeitsgemeinschaft christlicher Kirchen dafür engagiert. An einigen Orten finden auch interreligiöse Feiern statt.
Auf politischer Ebene wurde in den 1980er Jahren eine Diskussion geführt, einen autofreien Bettag für die gesamte Schweiz einzuführen, was dann allerdings wieder in den Schubladen verschwand.